# درخت فیل
درخت فیل (نام علمی: Operculicarya decaryi) نام یک گونه از تیره پسته‌ایان است.